# Midja-höft-kvot

Måttplaceringar för midja-höft-kvot.

Midja-höft-kvot  eller waist-hip-ratio (WHR), är ett kroppsmått som används vid en fysiologisk undersökning för att ge en uppfattning om bukfetma.
Kvoten fås genom att man mäter midjans omkrets och delar den med höftens omkrets. Måtten tas stående, utan kläder. Midjan mäts där den är som smalast, mellan revbenen och höftbenskammen direkt ovanför naveln, under utandning. Höftmåttet tas där stussen är som bredast, vanligen över skinkorna. En kvot > 1,0 för män eller > 0,8 för kvinnor, innebär en ökad risk för komplikationer. En WHR på 0,7 eller något lägre för kvinnor och 0,9 eller lägre för män har visat sig korrelera starkt med allmän hälsa och fertilitet.
Extra kilon hos både män och kvinnor tenderar att lägga sig mer runt midjan, men för män är denna tendens som regel starkare.
Midja-höft-kvoten är relaterad till BMI och hormonnivåer av bland annat östrogen, kortisol och androgener. Höga värden av kortisol hos kvinnor ökar kvoten och ger större midja. För kvinnor i klimakteriet ökar midja-höft-kvoten av de minskande nivåerna av könshormonbindande globulin, luteiniserande hormon, och follikelstimulerande hormon samt det ökade testosteronet. Hög midja-höft-kvot är ett tecken på insulinresistens.
Hög midja-höft-kvot kan möjligen öka risken för bröstcancer.